# Forestarius
Een forestarius of forestier (uit het Latijn, meervoud: forestarii), was in de middeleeuwen iemand die in een koninklijk of vorstelijk woud, het koningsforeest of conegesfurst, werkzaam was als beheerder voor de vorst, meestal op basis van afspraken gemaakt tussen vorst en woudmeester volgens het plaatselijk geldende leenstelsel, een pachtcontract. Naast de forestier waren er vaak ook andere mensen werkzaam als jagers (venatores) en valkeniers (falconarii).
Forestarii konden ondergeschikt zijn aan een ambtman. Over het algemeen konden ze in drie groepen worden verdeeld:
- magister forestariorum (woudmeester): De woudmeester was verantwoordelijk voor de verkoop van het gekapte hout voor zover de ambtman deze niet beheerde. Een groot deel van de aanplant en kap van het vorstelijke woud viel onder zijn beheer inclusief de daar werkzame (horige) arbeiders.
- liberi forestarii (vrije woud- of boswachter): De boswachter had toezicht op de grenzen van het woud en over het gekapte hout. Hij kon de bevolking van nabijgelegen dorpen toestemming geven voor het in toegewezen gebieden op gezette tijden sprokkelen van kreupelhout. Ook moest hij toestemming geven als boeren vee wilden weiden in open delen van het bos.
- servi forestarii (onvrije woud- of bosarbeider): De bosarbeider werd letterlijk voor hand-en-spandiensten ingezet, handdiensten was werk met de hand, zoals kappen, rooien, snoeien of het bouwen van omheiningen en wegen, spandiensten betrof het werk met ingespannen dieren. Ook kon hij bewaker van gekapt hout zijn.

De rechten die iemand had als forestarius te werken, konden vaak worden verpacht aan een ander.
De graven van Vlaanderen cultiveerden de woudmeesterslegende, die hun oorsprong terugvoerde op drie forestiers in dienst van de Karolingen:
| Periode   | Forestier |
| --------- | --------- |
| 792 - 836 | Liederik  |
| 836 - 852 | Ingelram  |
| 852 - 864 | Odoaker   |

## Woudmeester in de 20ste eeuw
In de 20ste eeuw kende de term 'woudmeester' in België een vernieuwde invulling. Sinds de federalisering van de Belgische staat in de jaren 1980 was de Vlaamse Gemeenschap verantwoordelijk voor het bosleid en -beheer. De afdeling Bos & Groen - de regionale opvolger van Waters en Bossen, vandaag het Agentschap voor Natuur en Bos - was bevoegd voor het volledige beheer van de bossen in eigendom van het Vlaamse Gewest. Aan het hoofd van de (buiten)inspectie bosbeheer stond een woudmeester. Die was belast met de algemene coördinatie over het naleven van de richtlijnen, omzendbrieven en andere dienstinstructies om het bosbeleid te realiseren. Hij ging na of de doelstellingen van het Bosdecreet gehaald werden. Iedere inspectie bestond uit één of meerdere houtvesterijen, met aan het hoofd een houtvester. Hij of zij was verantwoordelijk voor de openbare bossen en voor de handhaving van het jachtrecht. Elke houtvesterij was op zijn beurt opgesplitst in verschillende boswachterijen. De boswachters waren belast met het toezicht en het technische beheer van de bossen. Woudmeesters, houtvesters en boswachters hadden een politionele bevoegdheid, op voorwaarde dat zij daartoe aangesteld werden. Bij overtredingen mochten zij een proces-verbaal opmaken.